# 山神社 (鴻巣市)
山神社（やまじんじゃ）は、埼玉県鴻巣市の神社。

## 歴史
創建年代は不明である。ただ江戸時代後期の地誌『新編武蔵風土記稿』に記載されていることから、その頃には既に存在していたものと推測される。当初は現在地より約800メートル北北西の同県行田市の山の神公園の場所に位置していた。徳円寺が別当寺であった。
1873年（明治6年）、近代社格制度に基づく「村社」に列せられ、1908年（明治41年）の神社合祀により近くの「神明社」が合祀された。なお、この旧神明社の境内には、その後も祠が残っていたが、昭和20年代に、当社に移されている。

## 交通アクセス
- 行田駅より徒歩13分。